# Acomys cineraceus
Acomys cineraceus  (Heuglin, 1877) è un roditore della famiglia dei Muridi diffuso nell'Africa nord-orientale.

## Descrizione

### Dimensioni
Roditore di piccole dimensioni, con la lunghezza della testa e del corpo tra 89 e 116 mm, la lunghezza della coda tra 72 e 121 mm, la lunghezza del piede tra 13 e 19 mm, la lunghezza delle orecchie tra 13 e 18 mm e un peso fino a 61 g.

### Aspetto
Le parti superiori variano dal grigiastro al grigio-nerastro, con peli spinosi sulla parte anteriore della schiena, dove il colore è bruno-rossiccio, come sui fianchi e sui lati della groppa, mentre le parti ventrali sono bianche. Sulla testa sono presenti delle piccole macchie biancastre sotto ogni occhio e alla base posteriore di ogni orecchio. Le zampe sono bianche. La coda è lunga circa quanto la testa ed il corpo, scura sopra, più chiara sotto e ricoperta di corte setole. Le femmine hanno un paio di mammelle pettorali e due paia inguinali. Il cariotipo è 2n=48 o 50 FN=58 o 59.

## Biologia

### Comportamento
È una specie terricola e rupestre, notturna e crepuscolare..

### Alimentazione
Si nutre di piante petrofile, lumache, insetti e loro larve, ragni e scorpioni.

### Riproduzione
Femmine gravide sono state osservate in novembre e dicembre e nella parte più meridionale dell'areale anche nella stagione umida, da maggio a giugno, il che fa presumere due stagioni riproduttive. 

## Distribuzione e habitat
Questa specie è diffusa nel Sudan centrale e meridionale, Sudan del Sud, Etiopia occidentale e Gibuti.
Vive nei massicci rocciosi all'interno di savane alberate tra i 200 e 500 metri di altitudine.Talvolta è stato osservato anche nei villaggi e in edifici lungo il Nilo e nella parte più meridionale dell'areale anche in campi, savane secche e ai margini di prati e paludi.

## Conservazione
La IUCN Red List, considerato il vasto areale e la popolazione numerosa, classifica A.cineraceus come specie a rischio minimo (Least Concern).